# Neovulturnus vaedulcis
Neovulturnus vaedulcis är en insektsart som beskrevs av George Willis Kirkaldy 1907. Neovulturnus vaedulcis ingår i släktet Neovulturnus och familjen dvärgstritar. Inga underarter finns listade i Catalogue of Life.